# Phreatomerus latipes
Phreatomerus latipes is een pissebed uit de familie Amphisopidae. De wetenschappelijke naam van de soort is voor het eerst geldig gepubliceerd in 1922 door Charles Chilton.